# 山口県道58号防府環状線
山口県道58号防府環状線（やまぐちけんどう58ごう ほうふかんじょうせん）は、山口県防府市富海から防府市台道に至る県道（主要地方道）である。

## 概要
防府市富海の国道2号交点から、防府市街地の南側を防府市街地を囲むように進み、同市台道の国道2号小俣交差点までを結ぶ。防府市街地の北側を走る国道2号防府バイパスと併せて、防府市街地を囲む環状線の様になっている。
富海から沖今宿二丁目交差点まで進んだ後は南下し、マツダ防府工場など、海沿いの工場の傍を進んでいく。西浦交差点から大道南交差点までの区間は、山口県道25号宇部防府線に接続するためのバイパスとして作られ、2003年（平成15年）7月に開通した。
これにより、今まで防府市西浦の西浦交差点で東に分岐し、国道2号佐野交差点に至る旧ルートは、潮合交差点までが市道、植松交差点までが山口県道190号中ノ関港線、佐野交差点までが山口県道187号高井大道停車場線の一部になった。
現在、防府市牟礼の国道2号と沖今宿二丁目交差点を結ぶ道路を建設中で、牟礼柳交差点から沖今宿二丁目交差点までの区間は開通した。

### 路線データ
- 起点：防府市富海（国道2号交点）
- 終点：防府市台道（小俣交差点＝国道2号交点）

## 歴史
- 1993年（平成5年）5月11日 - 建設省から、県道防府環状線が防府環状線として主要地方道に指定される[1]。

## 路線状況

### バイパス
- 防府市牟礼柳 牟礼柳交差点 - 防府市新田 三田尻大橋交差点
- 防府市西浦 西浦交差点 - 防府市台道 大道南交差点

### 重複区間
- 山口県道184号三田尻港徳地線（防府市新田・三田尻大橋交差点 - 防府市新田・三田尻港入口交差点間）
- 山口県道185号防府停車場向島線（防府市新田・横入川交差点 - 防府市浜方・向島入口交差点間）
- 山口県道183号中ノ関港新田線・山口県道190号中ノ関港線（防府市浜方・中関港 - 防府市浜方・浜方交差点間）
- 山口県道25号宇部防府線（防府市台道・大道南交差点 - 防府市台道・小俣交差点）

### トンネル
- 富海トンネル（防府市富海）
- 茶臼山トンネル（防府市富海）
- 中関トンネル（防府市田島）

### 橋梁
- 港大橋
- 防府新大橋（佐波川）

### 道の駅
- 道の駅潮彩市場防府（防府市道新築地一号線経由）

## 地理

### 通過する自治体
- 防府市

### 交差する道路
| 交差する道路                                                                  | 交差する場所   | 交差する場所                      |
| 現道                                                                          | 現道           | 現道                              |
| ----------------------------------------------------------------------------- | -------------- | --------------------------------- |
| 国道2号                                                                       | 富海（とのみ） | 起点                              |
| 山口県道58号防府環状線 / バイパス                                             | 沖今宿2丁目    | 沖今宿二丁目交差点                |
| 山口県道184号三田尻港徳地線 重複区間起点                                      | 新田           | 三田尻大橋交差点                  |
| 山口県道184号三田尻港徳地線 重複区間終点                                      | 新田           | 三田尻港入口交差点                |
| 山口県道185号防府停車場向島線 重複区間起点                                    | 新田           | 横入川交差点                      |
| 山口県道185号防府停車場向島線 重複区間終点                                    | 浜方           | 向島入口交差点                    |
| 山口県道183号中ノ関港新田線 重複区間起点 山口県道190号中ノ関港線 重複区間起点 | 浜方           | 浜方交差点                        |
| 山口県道183号中ノ関港新田線 重複区間終点 山口県道190号中ノ関港線 重複区間終点 | 浜方           |                                   |
| 山口県道25号宇部防府線 重複区間起点                                           | 台道           | 大道南交差点                      |
| 山口県道502号山口防府小郡自転車道線                                           | 台道           | [ 2 ]                             |
| 国道2号 山口県道21号山口防府線 山口県道25号宇部防府線 重複区間終点            | 台道           | 小俣（おまた）交差点 / 終点       |
| バイパス                                                                      |                |                                   |
| 国道2号 / 防府バイパス                                                        | 牟礼（むれ）   | バイパス起点                      |
| 未供用区間                                                                    |                |                                   |
| 山口県道58号防府環状線 / 現道                                                 | 沖今宿2丁目    | 沖今宿二丁目交差点 / バイパス終点 |